# Liste der Erzbischöfe von Bar
Die folgenden Personen waren Erzbischöfe von Bar (Montenegro):
- 1064–1094 Peter I.
- 1094–1124 Sergej (1094?/ca. 1110?–1124?)
- 1124–1140 Ilija
- 1172–1196 Grgur Grizgono
- ????–1247 Johannes I.
- 1248–1252 Johannes II.
- 1253–1254 Gufrid
- 1255–1270 Lovro I.
- 1270–1280 Gašpar Adam
- 1282–1298 Mihailo
- 1301–1306 Marin Petrov Žaretić
- 1307–1324 Andrija I.
- 1324–1341 Gijom Adam
- 1341–1347 Johannes III.
- 1349–1360 Dominik
- 1361–1363 Stefan I.
- 1363–1373 Johannes IV.
- 1373–1382 Johannes V.
- 1383–1320 Antun
- 1391–1395 Rajmund
- 1395 Ludovik Bonito
- 1396–1420 Marin II.
- 1420–1422 Johannes VI.
- 1423–1448 Petar II.
- 1448–1459 Andrija II.
- 1459–1460 Lovro II.
- 1460–1461 Marko I.
- 1462–1473 Šimun Vosić
- 1473–1485 Stefan II. Teglatije
- 1485–1509 Filip Gajo
- 1509–1517 Jeronim
- 1517–1525 Lovro III.
- 1525–1538 Johannes VII.
- 1528–1551 Ludovik II.
- 1551–1571 Johannes VIII.
- 1575 Theodor
- 1579–1598 Ambrozije Kapić
- 1598–1607 Toma Ursini
- 1608–1624 Marin III. Bici
- 1624–1634 Peter III.
- 1635–1644 Đorđe Blanco
- 1644–1646 Frano I. (Leonardi Franjo)
- 1646–1653 Josip Buonaldo
- 1654–1656 Marko II. 
  - 1656–1671 Pjetër Bogdani (Apostolischer Administrator)
- 1671–1694 Andrija III. Zmajević
- 1696–1700 Marko III. Đorga
- 1701–1713 Vićenco (Vicko) Zmajević
- 1719–1722 Egidio Kvinćo
- 1722–1744 Matija (Štukanović?)
- 1745–1749 Marko IV.
- 1749–1786 Lazar Vladanji
- 1786–1787 Đerđa II. Junki
- 1787–1790 Đerđa III.
- 1791–1822 Frano II.
- 1824–1839 Vinćenco II.
  - 1844–1855 Karlo Pooten (Apostolischer Administrator)
- 1855–1886 Karlo Pooten
- 1886–1910 Šimon II. Milinović OFM
- 1912–1955 Nikola Dobrečić
- 1955–1979 Aleksandar Tokić
- 1979–1997 Petar Perkolić
- 1998–2016 Zef Gashi SDB
- seit 2016 Rrok Gjonlleshaj